# Jiří Weil
Jiří Weil (Praskolesy, 6 de agosto de 1900 – Praga, 13 de diciembre de 1959) fue un escritor, traductor y periodista checo de origen judío superviviente del Holocausto.
Era el segundo hijo de una familia de clase media-alta de judíos ortodoxos, su padre tenía una fábrica.
Estudió filología eslava y literatura comparada en la Universidad Carolina de Praga.
En 1921 se une al partido comunista checoslovaco, donde en el seno de su prensa fue periodista entre 1921 y 1931 publicando en el periódico Rudé právo y visitando la URSS.
Durante la ocupación nazi lo destinaron a trabajar en el Museo judío de Praga y después lo trasladaron al gueto de Terezín en noviembre de 1942, pero se rehusó a ir y hubo de esconderse para sobrevivir mientras duró la guerra. 
Tras el conflicto, regresó a la vida cultural y de 1946 a 1948 fue editor en ELK. Su obra se centra sobre todo en le temática judía y la Shoá. Falleció de leucemia en 1959.

## Obra
- Ruská revoluční literatura, 1924
- Kulturní práce sovětského Ruska, 1924
- Češi stavějí v zemi pětiletek, 1937
- Moskva-hranice, 1937 (Moscú - frontera, traducción al español de Eduardo Fernández Couceiro publicada por Ediciones del Oriente y del Mediterráneo en 2006)
- La cuiller en bois, Dřevená lžíce, 1938
- Makanna, otec divů, 1946
- Barvy, 1946
- Vzpomínky na Julia Fučíka, 1947
- Život s hvězdou, 1949
- Mír, 1949
- Vězeň chillonský, 1957
- Harfeník, 1958
- Žalozpev za 77297 obetí, 1958
- Na střeše je Mendelssohn, 1960 (Mendelssohn en el tejado, traducción al español de Diana Bass publicada por Impedimenta en 2016)
- Štrasburská katedrála, 1938